# 酸素発生複合体

Kokサイクル。マンガン中心の酸化状態については議論がある。

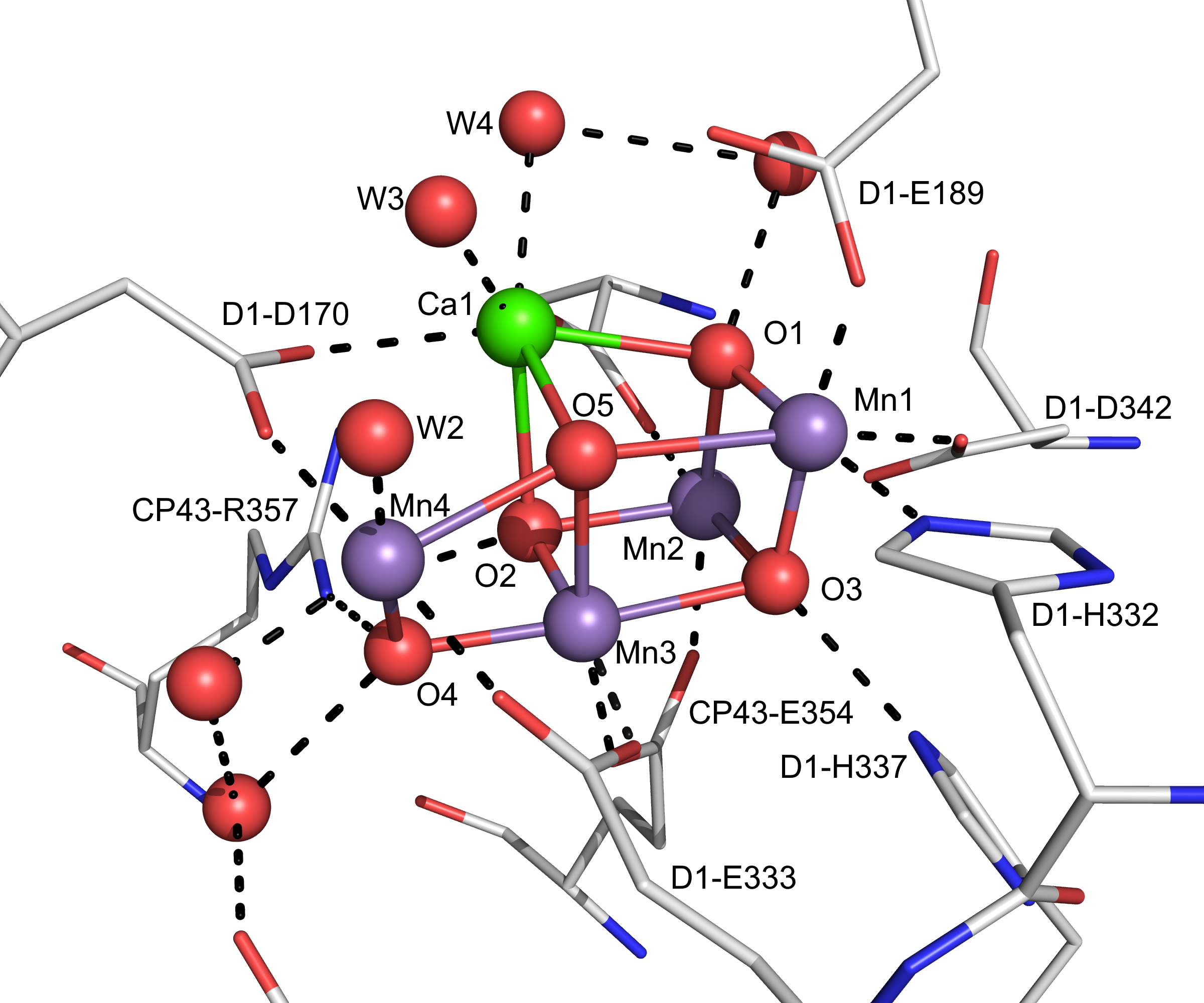
光化学系IIの酸素発生複合体のX線結晶構造中のMn_{4}O_{5}Caコア、分解能1.9 Å。

酸素発生複合体（さんそはっせいふくごうたい、英: oxygen evolving complex、略称: OEC）は、光合成の明反応において水分子の光酸化に関与する活性中心である。OECは光化学系IIの4つのコアタンパク質に囲まれ、チラコイドの膜-内腔界面に位置している。水の分解には4つの光子の吸収が関与しており、4つ目の光子によって水の酸化に十分なエネルギーがもたらされる。広く受け入れられている、1970年にKokらによって提唱されたモデルでは、複合体はS0からS4と表される5つの状態で存在するとされる。S0が最も還元された状態でS4が最も酸化された状態である。光化学系IIによって捕捉された光子は、系をS0からS4の状態へと移行させる。S4は不安定であり、水分子と反応して遊離酸素を生成する。複合体を最もエネルギーの低いの状態S0へ戻すために、2分子の水が利用されて4つの電子が引き抜かれる。
OECの活性部位にはマンガンとカルシウムからなるクラスターが存在し、化学式ではMn4Ca1OxCl1–2(HCO3)yと表される。このクラスターにはD1とCP43サブユニットが配位し、表在性膜タンパク質によって安定化されている。その他の特性に関しては総説を参照。
複合体の触媒機構は完全には解明されておらず、Ca2+、Cl−や金属クラスター周囲の膜タンパク質の役割に関する十分な理解は得られていない。これまでに知られていることの多くは、フラッシュフォトリシス、電子常磁性共鳴（EPR）、X線分光法から得られたものである。 